# Montjoie (pierre)
Pour l’article homonyme, voir Montjoie.
Pour les articles ayant des titres homophones, voir Montjoi.

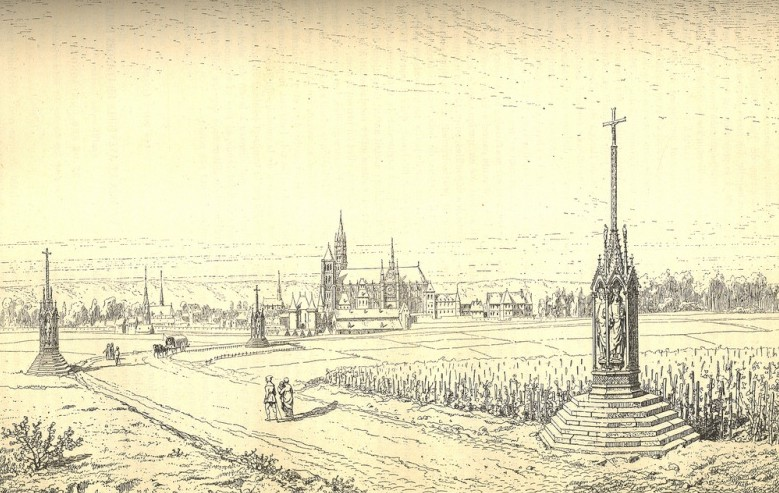
Les Montjoies au XVIII.

 On appelait autrefois « montjoie » une pierre dressée ou un amoncellement de pierres servant à baliser un chemin de transhumance ou un itinéraire de croyants (montjoie de pèlerinage sur laquelle les pèlerins déposaient des offrandes et plantaient une croix dès qu'ils apercevaient le terme de leur chemin), à marquer la limite d’un territoire, à commémorer une bataille. Les randonneurs pédestres actuels connaissent la chose sous le nom de cairn.
D'abord nom propre, il désigne le monticule ayant donné son nom à un lieu-dit bordant l'ancienne route de l'Estrée entre Paris et Saint-Denis dans la plaine du Lendit. Au Xe siècle, les pèlerins et croisés français se servent, par analogie, de ce nom familier pour désigner les hauteurs voisines des lieux saints, puis d'autres hauteurs le reçoivent.

## Polysémie
Le terme montjoie est polysémique.
- Au Moyen Âge, le cri d'armes des armées du roi de France était : Montjoie ! Saint Denis !

- Le roi d'armes de France se nommait Montjoie.

- L'emploi du terme pour désigner un monticule servant d'observatoire près d'une ville est également très ancien. La Montjoie de Saint-Denis était un monticule doté d'un perron d'où les évêques de Paris bénissaient les foires du Lendit.

- Il peut désigner aussi un oratoire dédié à une divinité protectrice ou objet de la vénération populaire, au croisement des routes, le long des chemins ou au point culminant des hauteurs. Il se compose généralement d'une pile percée d'une niche abritant une image pieuse ou une sculpture religieuse, parfois surmontée d'une croix. La niche peut être creusée dans les murs, au-dessus d'une porte[1]. Ces montjoies abritent souvent des statues de saints qui font office d'enseignes, léguant parfois leur nom à la maison qui les abrite[2].

- Il désigna également les croix élevées au bord de la route de Paris à Saint-Denis sous le règne de Philippe III (1270 à 1285) à proximité du tertre appelé Montjoie : petits monuments gothiques, ces croix furent élevées à chacun des endroits où le roi, portant le corps de son père saint Louis le 12 mai 1271, arrêta le convoi pour se reposer. Par la suite, tous les cortèges funèbres royaux s’arrêtèrent traditionnellement aux montjoies de Saint-Denis.

## Étymologie
Munjoie est attesté comme cri de guerre des Francs dans la chanson de Roland au XIIe siècle. En 1160, Saint-Denis est adjoint à ce mot et Montjoie Saint-Denis devient le cri d'armes de France. Plusieurs étymologies sont avancées.
- Montjoie pourrait signifier Mons Jovis, « Mont de Jupiter ». Les Gaulois vénéraient leurs ancêtres et si celui-ci était roi ou héros, il devenait un demi-dieu et ses descendants lui rendaient un culte. Pour que ses pouvoirs agissent mieux, il était utile de posséder sa tombe qui était vénérée, et où les Celtes passaient la nuit pour recueillir ses oracles. Ils associèrent l’adoration d’un dieu à la vénération d’un très ancien tumulus, et c’est ce qui dut avoir lieu au Lendit. Cet ancêtre divinisé n'est pas connu mais on peut noter qu'il est possible que ce dieu ait été assimilé à Jupiter car le lieu fut appelé Mons Jovis, « mont de Jupiter[3] ».

- Montjoie pourrait dériver du francique Mundgawi, « protecteur du pays ». Selon l'historienne Anne Lombard-Jourdan, les deux termes germaniques mund et gawi, soit « protection » et « territoire », renverraient à un tertre sacré où aurait été vénéré un dieu ou un héros, protecteur du pays et de ses habitants, situé entre Saint-Denis et Paris auxquels les Francs à la suite des Gaulois auraient attribué une puissance sacrée, celle du « protège-pays[4] ». La figure tutélaire du « protège-pays » aurait été invoquée lors des combats par les Francs et serait devenue le cri de guerre des rois de France. À l’arrivée des Francs, l’ancêtre divinisé auquel une crainte respectueuse empêchait de donner un nom, fut désigné en leur langue par « mundgawi », puis le qualificatif appliqué au héros s’étendit au tertre funéraire qui abritait son corps[4].

- Il pourrait signifier Mons gaudii, « montagne de joie », nom donné par les pèlerins à la montagne de Rama située au nord-ouest de Jérusalem[5],[6]. Mons Gaudii a dû exister préalablement dans la littérature religieuse, avec une valeur symbolique ; les substantifs "mons" et "gaudium" (parfois juxtaposés), sont utilisés dans des hyperboles en latin chrétien pour désigner le « royaume de Dieu » et la « félicité »[7]. Le nom propre s'est appliqué ensuite à diverses éminences d'où l'on pouvait voir les lieux saints, puis à des points de vue quelconques : montjoie comme cri de joie des pèlerins apercevant la Ville Sainte, c'est-à-dire Jérusalem, aurait été adopté au Moyen Âge comme cri de guerre. Cette étymologie faisant référence à un lieu-dit où une « grande joie » aurait été ressentie rend son usage difficilement compréhensible dans le contexte guerrier de situations désespérées.

## Les montjoies du Lendit

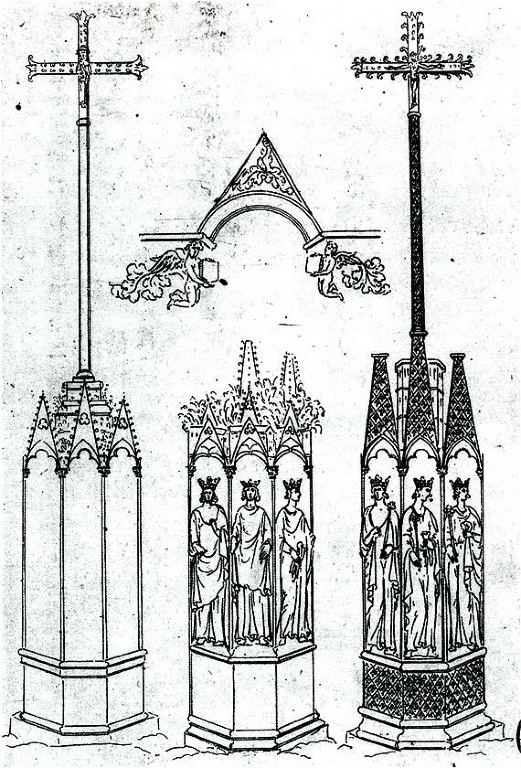
Les montjoies au XVIIe siècle siècle.

De nombreuses croix ornaient le trajet de Paris à Saint-Denis. Il faut donc distinguer les montjoies des autres croix. Ainsi, la croix de la place Panetière, le Christ situé à l'entrée de la ville de Saint-Denis (orné de dorures, sous un petit dôme recouvert d'ardoises et reposant sur des petits piliers de bois), la croix Penchée qui a donné son nom à une ancienne rue de Saint-Denis et une croix située vers Aubervilliers étaient de simples croix. En revanche, trois montjoies se dressaient entre le couvent Saint-Lazare à Paris et le village de La Chapelle. Cinq autres montjoies se succédaient entre La Chapelle et la basilique de Saint-Denis: La croix Faron, Croix Feu Jamin, etc.

## Description
Les socles du XIIIe siècle étaient de plan hexagonal et décorés de statues de rois. Entre le pied et la colonne de la croix se trouvait une colonnade à jour dont le haut formait plusieurs arcades en mitres. 
C'est dans ces niches qu'étaient représentés le roi Philippe III le Hardi et les autres seigneurs qui l'avaient accompagné revêtus de leurs habits de cérémonie.
Quatre des fûts de croix étaient ornés d'un "L" couronné à la suite d'une restauration effectuée au XVIIe siècle.

## Destruction des montjoies
Dès 1765, la montjoie du village de La Chapelle fut démantelée. En septembre et octobre 1793, les cinq montjoies de la plaine du Lendit et de Saint-Denis furent abattues ; leur destruction vient de ce qu'elles étaient ornées de fleurs de lys.